# Cowan (Kalifornia)
Cowan – jednostka osadnicza w Stanach Zjednoczonych, w stanie Kalifornia, w hrabstwie Stanislaus.